# Unic P107
Il Citroën-Kégresse P107 o UNIC P107 era un veicolo semicingolato francese, usato massicciamente dall'Armée de terre per la meccanizzazione delle sue artiglierie a partire dal 1935 fino alla seconda guerra mondiale.

## Storia

### Francia
Il Citroën-Kégresse P107 venne adottato dall'esercito francese nel 1935 come successore del Citroën-Kégresse P17. Fu l'ultimo modello della famiglia di semicingolati Citroën-Kégresse, sviluppato dalla Citroën prima della messa in liquidazione dell'azienda agli inizi del 1935. La Michelin rilevò l'azienda automobilistica ma, non essendo interessata al segmento dei semicingolati, cedette i brevetti alla UNIC, che continuò a produrre il mezzo, denominato UNIC P107, dal 1937 al 1940, per un totale di 3.276 unità tra civili e militari.
Il mezzo militare venne messo in servizio in due versioni:
- trattore d'artiglieria per i cannoni anticarro e campali (come 75 mm Mle. 1897 e Schneider 105 mm Mle. 1913). Fu la versione più prodotta. Il vano equipaggio aperto aveva una copertura in tela ed accoglieva equipaggio e serventi su due file di panche. Posteriormente dei cassoni ad apertura laterale servivano allo stivaggio delle munizioni.
- veicolo per il genio, con cabina chiusa e cassone posteriore in legno.
- veicolo per l'Armée de l'air.
- trattore d'artiglieria coloniale per il Nordafrica, con cabina chiusa per conduttore e capopezzo, vano serventi telonato e cassoni per le munizioni.
- due versioni posto radio.

I P107 furono largamente utilizzati in combattimento durante la campagna di Francia.

### Terzo Reich
La Wehrmacht recuperò numerosissimi esemplari del veicolo, che fu immesso in servizio come preda bellica dopo modifiche minime, limitate solitamente alla sola copertura dei fanali anteriori, in vari ruoli:
- Leichter Artillerieschlepper P107 U304(f)[4]: trattore d'artiglieria per il traino di cannoni 3,7 cm PaK 36, 7,5 cm PaK 97/38, 7,5 cm PaK 40 e 10,5 cm leFH 18.
- Mittlerer Munitionskraftwagen: veicolo portamunizioni medio, con cassone in legno.
- Leichter Mannschaftstransportwagen: veicolo trasporto truppe leggero, con vano trasporto truppe in legno, a cielo aperto.
- Bergefahrzeug: veicolo per il recupero ed il traino di mezzi leggeri incidentati.

A partire dal 1942, le officine di Parigi del Baukommando Becker, massicciamente impegnate nella riparazione e ricostruzione di mezzi di preda bellica per le pressanti esigenze di motorizzazione della Wehrmacht, ricevettero la maggior parte dei semicingolati Unic per trasformarli in veicoli blindati, assegnati alla Schnelle Brigade West. I blindati furono realizzati in diverse versioni ed allestimenti:
- Leichter Schützenpanzerwagen auf UNIC P-107 U-304(f) Ausf. I, abbreviato in leSPW U-304(f) ausf. I: veicolo trasporto truppe semicingolato leggero. Lo scafo era completamente ricostruito con piastre corazzate, su modello del Sd.Kfz. 251 tedesco. Differisce dalla versione successiva per l'angolazione delle piastre che costituiscono i due alti dello scafo: la sezione inferiore era verticale, mentre la metà superiore era leggermente inclinata verso l'interno del vano di combattimento.
- Leichter Schützenpanzerwagen auf UNIC P-107 U-304(f) Ausf. II, abbreviato in leSPW U-304(f) ausf. II: veicolo trasporto truppe semicingolato leggero. La forma dello scafo, con piastre molto più angolate, ricalcava quella dello Sd.Kfz. 250 tedesco[6]. Su questa versione erano basate tutti gli allestimenti successivi.
- Leichter Schützenpanzerwagen (Funk.) auf UNIC P.107 U-304(f): veicolo comando/posto radio (Funkpanzerwagen) ed equivalente al Sd.Kfz._251/3.
- Leichter Granatwerferpanzerwagen auf UNIC P.107 U-304(f): veicolo porta-mortaio, equivalente al Sd.Kfz._251/2, armato con il mortaio da 8 cm Granatwerfer 34.
- Leichter Sanitatspanzerwagen auf UNIC P.107 U-304(f)': ambulanza corazzata, equivalente al Sd.Kfz._251/8. Utilizzata principalmente dalle truppe di stanza in Francia[7].
- Zugführerwagen leSPW U304(f) (PaK 36) : cacciacarri equivalente al Sd.Kfz._251/10, armato con cannone controcarro da 3,7 cm PaK 36.
- 2 cm FlaK 38 Selbstfahrlafette auf Teilpanzert U-304(f): prima versione di semovente antiaereo, parzialmente corazzata (Teilpanzert). Le modifiche all'Unic P107 si limitavano ad uno scudo in tre sezioni montato sul muso, a protezione di calandra e paraurti. La sezione centrale era dotata di alette apribili a protezione del radiatore, mentre quelle laterali erano attraversate da aperture attraverso le quali protrudevano i fanali. Il cofano motore e la cabina erano quelle originali non protette, ad eccezione del parabrezza corazzato abbattibile, con due feritoie protette da sportelli corazzati. Il cassone posteriore era rimpiazzato da una vasca corazzata, al centro della quale era incavalcato, su piedistallo, il pezzo singolo da 2 cm FlaK 38 scudato.
- 2 cm Flak 38 Selbstfahrlafette auf Gepanzert UNIC P.107 U-304(f): seconda versione di semovente antiaereo, completamente corazzata (Gepanzert), basata sullo scafo corazzato del trasporto truppe leSPW U-304(f) ausf. II, con la parte superiore di cabina e vano di combattimento tagliata per non ostacolare il brandeggio del 2 cm FlaK 38 scudato. Realizzato in 72 esemplari, tutti consegnati alla Schnelle Brigade West[5].
- Nachrichtenkraftwagen: versione da esplorazione, dotata di apparati radio e telefonici[5].

## Galleria d'immagini

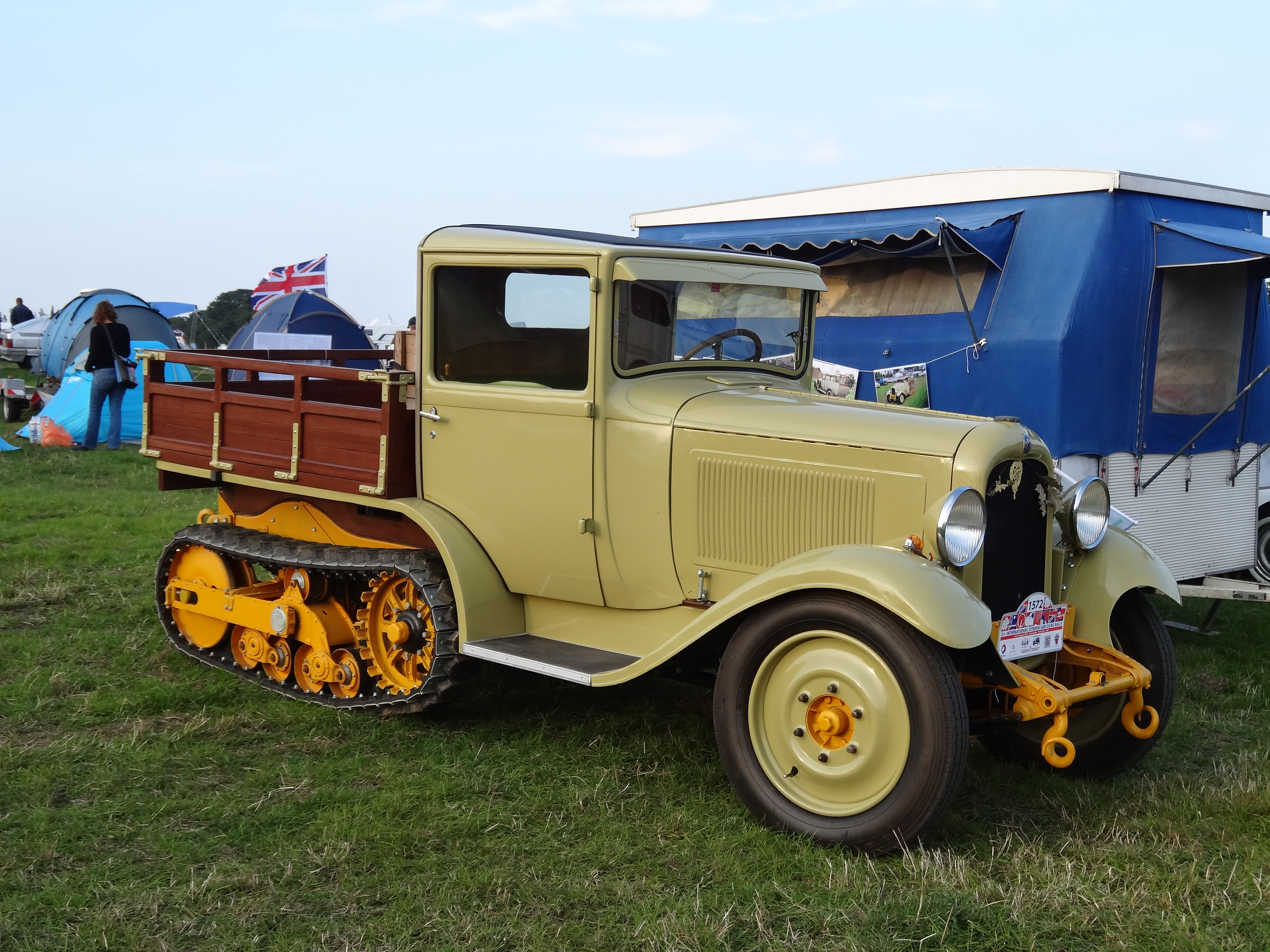
Citroën-Kégresse P17, predecessore del P107
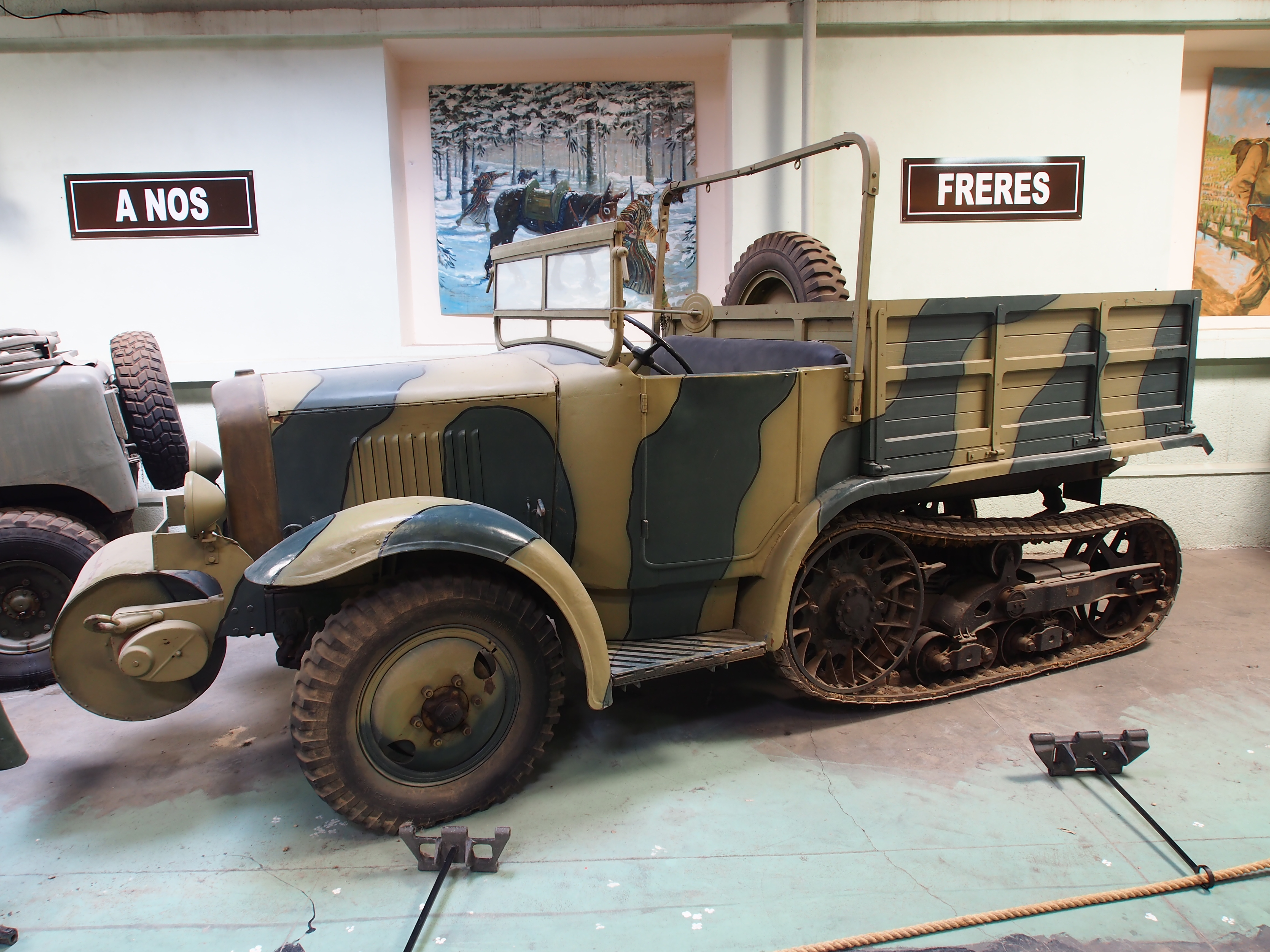
Un Unic P107 esposto al Musée des blindés de Saumur.
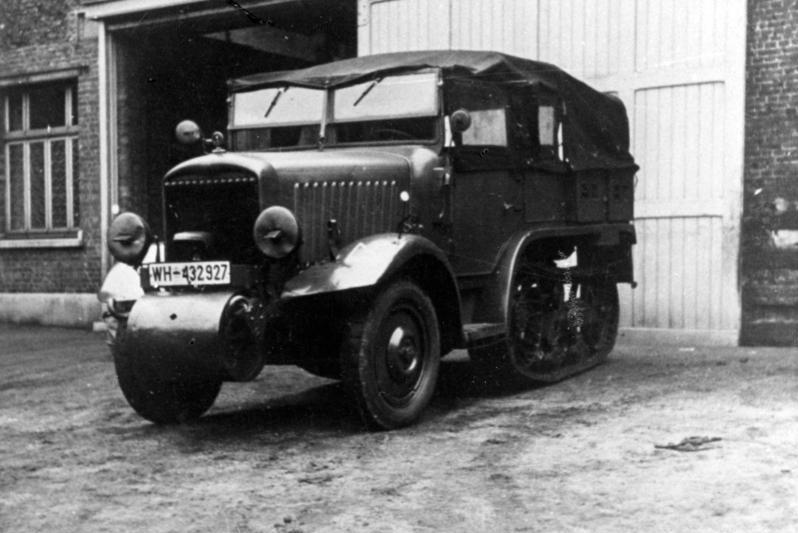
Un Leichter Artillerieschlepper P107 U304(f), ovvero un trattore di artiglieria Unic P107 di preda bellica tedesca.
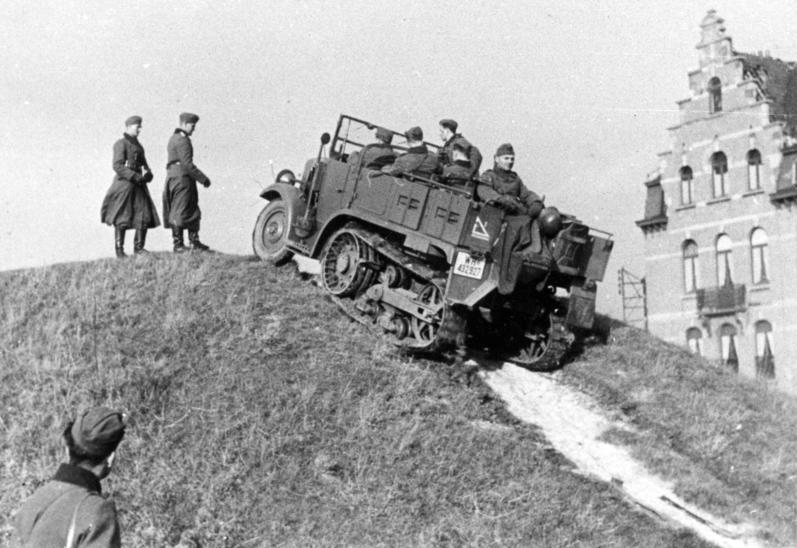
Esemplare testato dai tedeschi.
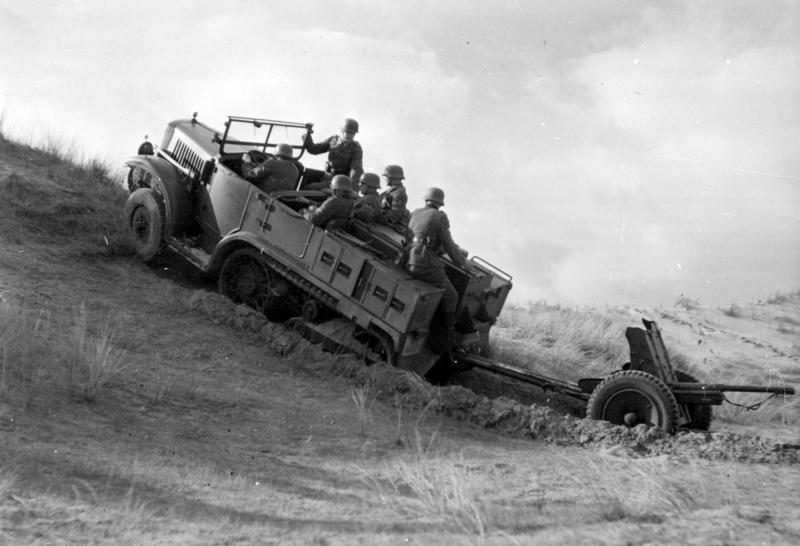
Prove di un Leichter Artillerieschlepper P107 U304(f) con al traino un cannone da 3,7 cm PaK 36.
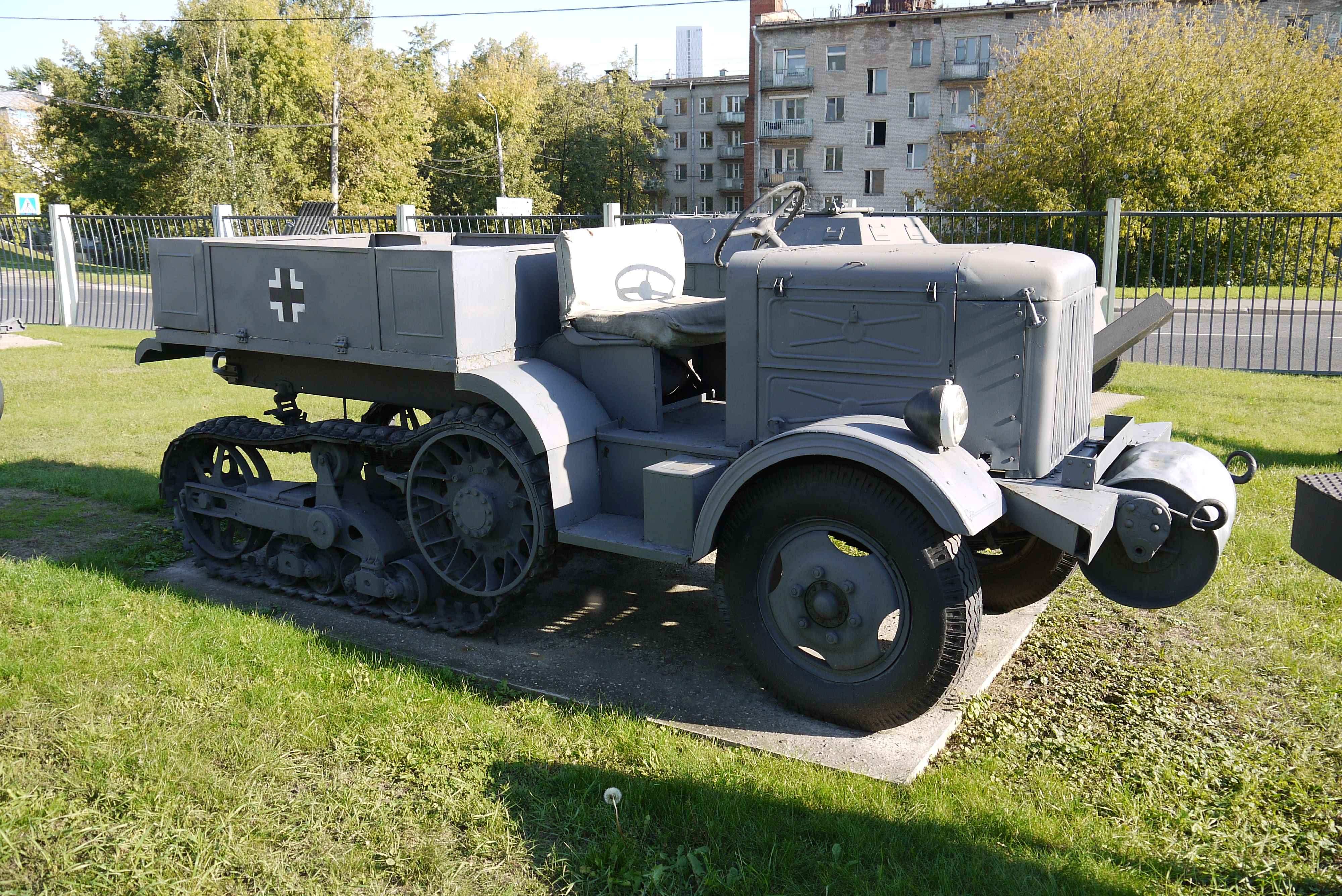
Un Unic P107 di preda bellica tedesca abbandonato sul fronte orientale, esposto nel Museo della grande guerra patriottica di Mosca.